# Ville-devant-Chaumont
Pour les articles homonymes, voir Ville et Chaumont.
Ville-devant-Chaumont est une commune française située dans le département de la Meuse, en région Grand Est.

## Géographie
Village rural situé aux confins du Verdunois.

### Hydrographie
La commune est dans le bassin versant de la Meuse au sein du bassin Rhin-Meuse. Elle est drainée par la Thinte et le ruisseau des Vaux,.
La Thinte, d'une longueur de 17 km, prend sa source dans la commune de Azannes-et-Soumazannes et se jette  dans le Loison à Vittarville, après avoir traversé neuf communes. 

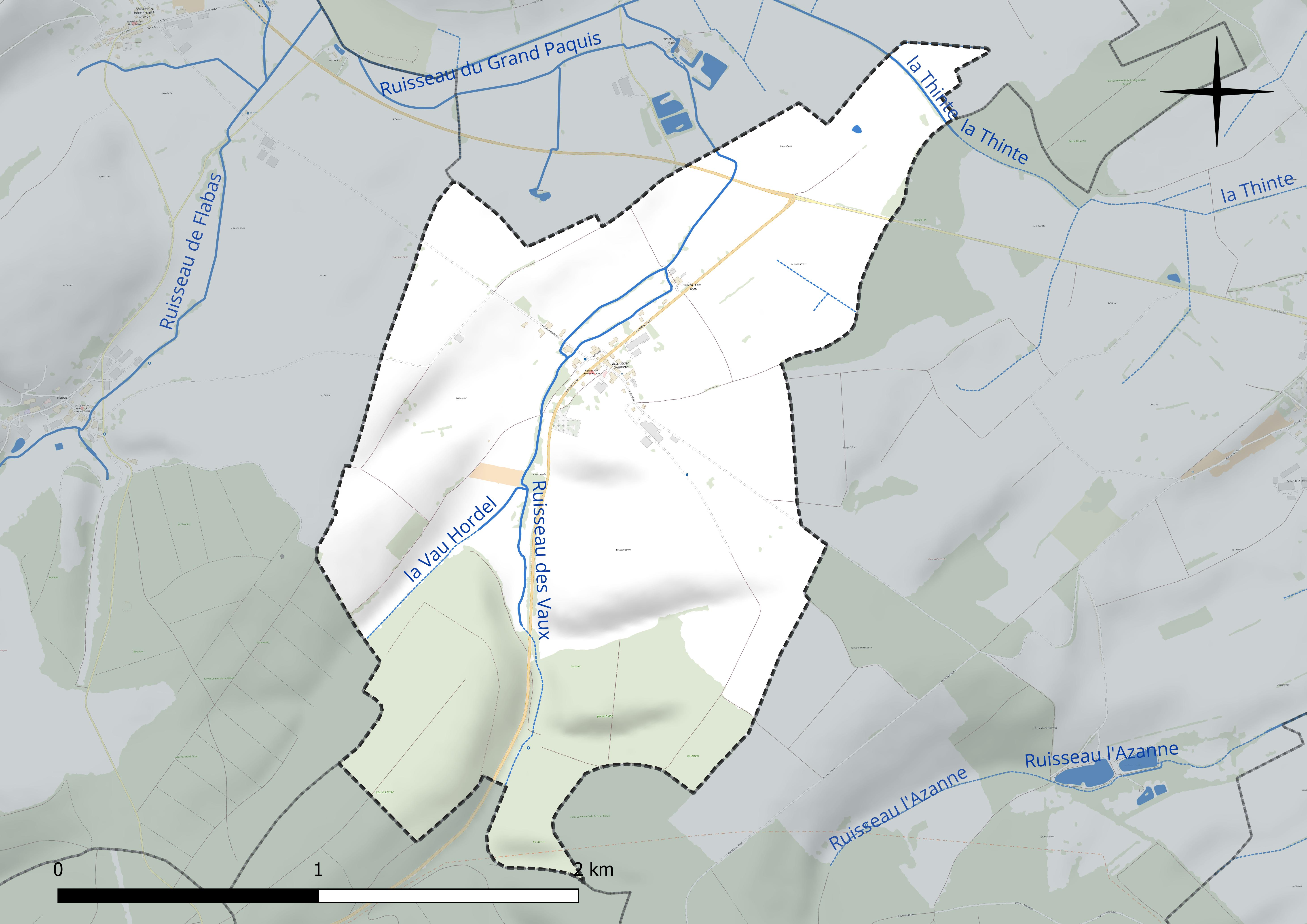
Réseau hydrographique de Ville-devant-Chaumont.

### Climat
Pour des articles plus généraux, voir Climat du Grand Est et Climat de la Meuse.
En 2010, le climat de la commune est de type climat de montagne, selon une étude du Centre national de la recherche scientifique s'appuyant sur une série de données couvrant la période 1971-2000. En 2020, Météo-France publie une typologie des climats de la France métropolitaine dans laquelle la commune est exposée à un climat océanique altéré et est dans la région climatique  Lorraine, plateau de Langres, Morvan, caractérisée par un hiver rude (1,5 °C), des vents modérés et des brouillards fréquents en automne et hiver. 
Pour la période 1971-2000, la température annuelle moyenne est de 9,5 °C, avec une amplitude thermique annuelle de 16,3 °C. Le cumul annuel moyen de précipitations est de 961 mm, avec 13,9 jours de précipitations en janvier et 9,7 jours en juillet. Pour la période 1991-2020, la température moyenne annuelle observée sur la station météorologique de Météo-France la plus proche, « Septsarges », sur la commune de Septsarges à 19 km à vol d'oiseau, est de 10,3 °C et le cumul annuel moyen de précipitations est de 942,8 mm. 
La température maximale relevée sur cette station est de 39,9 °C, atteinte le 25 juillet 2019 ; la température minimale est de −15,7 °C, atteinte le 1er janvier 1997,,. 
Les paramètres climatiques de la commune ont été estimés pour le milieu du siècle (2041-2070) selon différents scénarios d'émission de gaz à effet de serre à partir des nouvelles projections climatiques de référence DRIAS-2020. Ils sont consultables sur un site dédié publié par Météo-France en novembre 2022.

## Urbanisme

### Typologie
Au 1er janvier 2024, Ville-devant-Chaumont est catégorisée commune rurale à habitat très dispersé, selon la nouvelle grille communale de densité à sept niveaux définie par l'Insee en 2022.
Elle est située hors unité urbaine et hors attraction des villes,.

### Occupation des sols
L'occupation des sols de la commune, telle qu'elle ressort de la base de données européenne d’occupation biophysique des sols Corine Land Cover (CLC), est marquée par l'importance des territoires agricoles (75,4 % en 2018), une proportion identique à celle de 1990 (75,4 %). La répartition détaillée en 2018 est la suivante : 
prairies (42,5 %), terres arables (32,9 %), forêts (24,6 %). L'évolution de l’occupation des sols de la commune et de ses infrastructures peut être observée sur les différentes représentations cartographiques du territoire : la carte de Cassini (XVIIIe siècle), la carte d'état-major (1820-1866) et les cartes ou photos aériennes de l'IGN pour la période actuelle (1950 à aujourd'hui).

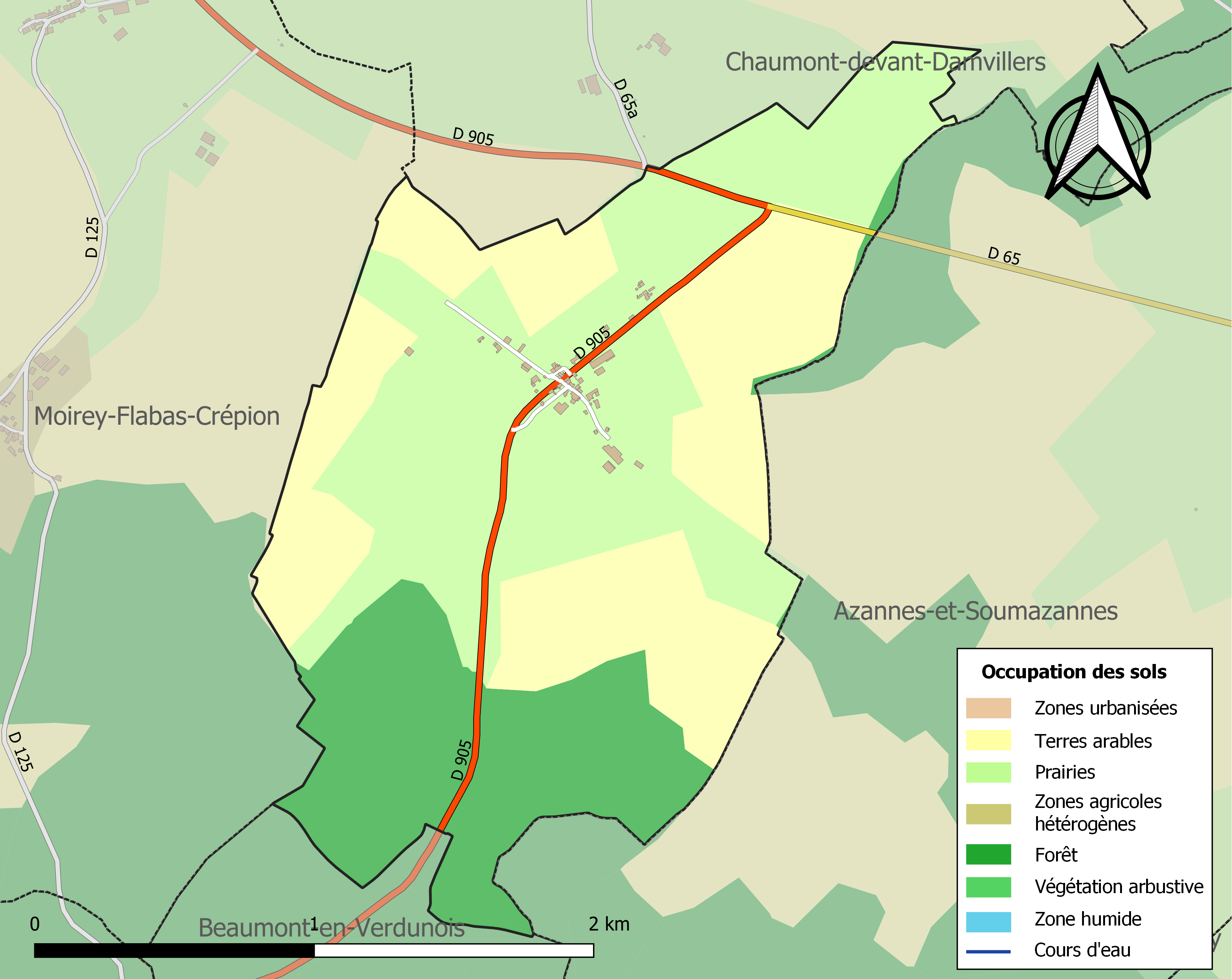
Carte des infrastructures et de l'occupation des sols de la commune en 2018 (CLC).

## Toponymie
Le nom de la localité est attesté sous les formes Ad Mourei et ad Villare (1060) ; Ville (1240) ; Ville-la-Ville (1250) ; Ville-devant-Chamont (1343) ; Villa (1738).

De l'oïl ville « village », pluriel du bas latin villare « domaine rural » , remplacé au XIIIe siècle par l'oïl ville.
D'abord attribué aux Maures ( Ad Mourei en 1060 ).
Ville adopta la préposition devant en 1343, assez fréquente, qui permet de situer le village par rapport à Chaumont-devant-Damvillers au sud-ouest.

Chaumont, est un terme d'ancien français composé des éléments romans chals, issus du latin calvus qui signifie « chauve », et de mont, issu du latin mons qui signifie « colline, hauteur, éminence, mont », la « colline chauve ».

## Politique et administration
| Période                                  | Période   | Identité               | Étiquette | Qualité |
| ---------------------------------------- | --------- | ---------------------- | --------- | ------- |
| Les données manquantes sont à compléter. |           |                        |           |         |
| mars 2001                                | mars 2008 | Denis Prouin           |           |         |
| mars 2008                                | mars 2014 | Jean-Claude Jean-Louis |           |         |
| mars 2014                                | En cours  | Laurent Prouin         |           |         |

## Population et société

### Démographie
L'évolution du nombre d'habitants est connue à travers les recensements de la population effectués dans la commune depuis 1793. Pour les communes de moins de 10 000 habitants, une enquête de recensement portant sur toute la population est réalisée tous les cinq ans, les populations de référence des années intermédiaires étant quant à elles estimées par interpolation ou extrapolation. Pour la commune, le premier recensement exhaustif entrant dans le cadre du nouveau dispositif a été réalisé en 2004.

En 2022, la commune comptait 49 habitants, en évolution de −2 % par rapport à 2016 (Meuse : −4,4 %, France hors Mayotte : +2,11 %).
| 1793 | 1800 | 1806 | 1821 | 1831 | 1836 | 1841 | 1846 | 1851 |
| ---- | ---- | ---- | ---- | ---- | ---- | ---- | ---- | ---- |
| 104  | 111  | 122  | 134  | 168  | 169  | 164  | 187  | 194  |

| 1856 | 1861 | 1866 | 1872 | 1876 | 1881 | 1886 | 1891 | 1896 |
| ---- | ---- | ---- | ---- | ---- | ---- | ---- | ---- | ---- |
| 186  | 175  | 154  | 170  | 167  | 152  | 157  | 148  | 125  |

| 1901 | 1906 | 1911 | 1921 | 1926 | 1931 | 1936 | 1946 | 1954 |
| ---- | ---- | ---- | ---- | ---- | ---- | ---- | ---- | ---- |
| 109  | 99   | 95   | 84   | 101  | 81   | 71   | 68   | 76   |

| 1962 | 1968 | 1975 | 1982 | 1990 | 1999 | 2004 | 2006 | 2009 |
| ---- | ---- | ---- | ---- | ---- | ---- | ---- | ---- | ---- |
| 84   | 67   | 72   | 70   | 57   | 59   | 67   | 67   | 56   |

| 2014 | 2019 | 2022 | - | - | - | - | - | - |
| ---- | ---- | ---- | - | - | - | - | - | - |
| 51   | 49   | 49   | - | - | - | - | - | - |

## Culture locale et patrimoine

### Lieux et monuments
- L'église de la Présentation-de-la-Bienheureuse-Vierge-Marie, reconstruite en 1924.